# Bactris
Bactris je rod palmi smješten u podtribus Bactridinae, dio tribusa Cocoseae, potporodica Arecoideae. Postoji 79 priznatih vrsta iz tropske Južne Amerike, na sjever sve do južnog Meksika i Velikih Antila.

## Vrste
1. Bactris acanthocarpa Mart.
2. Bactris acanthocarpoides Barb.Rodr.
3. Bactris ana-juliae Cascante
4. Bactris aubletiana Trail
5. Bactris bahiensis Noblick ex A.J.Hend.
6. Bactris balanophora Spruce
7. Bactris barronis L.H.Bailey
8. Bactris bidentula Spruce
9. Bactris bifida Mart.
10. Bactris brongniartii Mart.
11. Bactris campestris Poepp.
12. Bactris caryotifolia Mart.
13. Bactris caudata H.Wendl. ex Burret
14. Bactris charnleyae de Nevers, A.J.Hend. & Grayum
15. Bactris chaveziae A.J.Hend.
16. Bactris chocoensis R.Bernal, Galeano, Copete & Cámara-Leret
17. Bactris coloniata L.H.Bailey
18. Bactris coloradonis L.H.Bailey
19. Bactris concinna Mart.
20. Bactris constanciae Barb.Rodr.
21. Bactris corossilla H.Karst.
22. Bactris cubensis Burret
23. Bactris cuspidata Mart.
24. Bactris dianeura Burret
25. Bactris elegans Schaedtler
26. Bactris faucium Mart.
27. Bactris ferruginea Burret
28. Bactris fissifrons Mart.
29. Bactris gasipaes Kunth
30. Bactris gastoniana Barb.Rodr.
31. Bactris glandulosa Oerst.
32. Bactris glassmanii Med.-Costa & Noblick ex A.J.Hend.
33. Bactris glaucescens Drude
34. Bactris gracilior Burret
35. Bactris grayumii de Nevers & A.J.Hend.
36. Bactris guineensis (L.) H.E.Moore
37. Bactris halmoorei A.J.Hend.
38. Bactris hatschbachii Noblick ex A.J.Hend.
39. Bactris herrerana Cascante
40. Bactris hirta Mart.
41. Bactris horridispatha Noblick ex A.J.Hend.
42. Bactris jamaicana L.H.Bailey
43. Bactris killipii Burret
44. Bactris kunorum de Nevers & Grayum
45. Bactris longiseta H.Wendl. ex Burret
46. Bactris macroacantha Mart.
47. Bactris major Jacq.
48. Bactris manriquei R.Bernal & Galeano
49. Bactris maraja Mart.
50. Bactris martiana A.J.Hend.
51. Bactris mexicana Mart.
52. Bactris militaris H.E.Moore
53. Bactris × moorei Wess.Boer
54. Bactris nancibaensis Granv.
55. Bactris obovata H.Wendl. ex Schaedtler
56. Bactris oligocarpa Barb.Rodr.
57. Bactris oligoclada Burret
58. Bactris panamensis de Nevers & Grayum
59. Bactris pickelii Burret
60. Bactris pilosa H.Karst.
61. Bactris pliniana Granv. & A.J.Hend.
62. Bactris plumeriana Mart.
63. Bactris polystachya H.Wendl. ex Grayum
64. Bactris ptariana Steyerm.
65. Bactris rhaphidacantha Wess.Boer
66. Bactris riparia Mart.
67. Bactris rostrata Galeano & R.Bernal
68. Bactris schultesii (L.H.Bailey) Glassman
69. Bactris setiflora Burret
70. Bactris setosa Mart.
71. Bactris setulosa H.Karst.
72. Bactris simplicifrons Mart.
73. Bactris soeiroana Noblick ex A.J.Hend.
74. Bactris sphaerocarpa Trail
75. Bactris syagroides Barb.Rodr. & Trail
76. Bactris tefensis A.J.Hend.
77. Bactris timbuiensis H.Q.B.Fern.
78. Bactris tomentosa Mart.
79. Bactris turbinocarpa Barb.Rodr.
80. Bactris vulgaris Barb.Rodr.

## Sinonimi
- Amylocarpus Barb.Rodr.
- Augustinea H.Karst.
- Guilelma Link
- Guilielma Mart.
- Pyrenoglyphis H.Karst.
- Yuyba (Barb.Rodr.) L.H.Bailey